# История Западно-Казахстанской области
Западно-Казахстанская область находится в северо-западной части Республики Казахстан. По данным на 01.11.2019 численность населения составляет 656 354 чел.  

## Ранняя история
На территории нынешней Западно-Казахстанской области первые племена кочевников в I тысячелетии до нашей эры. По этой территории кочевали древние гунны, огузы, кимаки, кипчаки. На территории области сохранились несколько комплексов захоронений — скифо-сарматских и сакских курганных комплексов: Шиповские курганы, Таксайские курганы и другие

## Средние века
После распада государства Золотой Орды, в начале XV века эта территория стала частью государственного образования Ногайской орды, а с 1465 по 1712 года Казахского ханства. В 1570-1580-е годы на берегах нынешнего Урала поселились беглые люди из русских земель, которые называли себя казаками. Чуть позже они образовали Яицкое казачье войско, во главе которого стоял атаман. С 1718 года атаман стал называться наказным атаманом и назначался верховной властью.

### Уральская область
Данная область составляла юго-восточную часть Европейской России, часть территории принадлежала Уральскому казачьему войску на правах нераздельного общинного владения, а другая часть была государственной собственностью и была предоставлена в общественное пользование казаков. На севере граничила с Оренбургской и Самарской губерниями, на западе — с Самарской, Астраханской губерниями, на северо-востоке и на юге омывалась с Каспийским озером, на востоке граничила с Тургайской областью и омывалась Аральским озером, на юге также граничила с Закаспийской областью.
Была разделена на 4 уезда: Уральский, Лбищенский, Гурьевский, Темирский (Эмбенский).
Как Уральская область была образована в 1868 году указом Императора Александра II в составе Российской империи и просуществовала до 1920 года.

## XX век

### Уральская губерния
В начале 1920 территория области полностью перешла под контроль РККА. Указом от 7 июля 1920 Темирский уезд был передан во вновь созданную Оренбурго-Тургайскую губернию. 26 августа того жн года область была включена в Киргизскую АССР и 12 октября была преобразована в Уральскую губернию и просуществовала до 1928 года. Делилась на Гурьевский, Джамбейтинский, Илекский, Калмыковский, Уильский и Уральский уезды. 17 января 1928 губерния была упразднена, а территория распределена между Гурьевским и Уральским округами.

### Уральский округ
Территория в составе административно-территориальной единица Казакской АССР просуществовала с 1928 года по 1930 год. Округ был разделён на 15 районов: Азгирский, Джамбейтинский, Джангалинский, Джаныбекский, Зауральский, Зелёновский, Кара-Тюбинский, Лбищенский, Сламихинский, Тайпакский, Таловский, Тепловский, Урданский, Челкарский и Чижинский. 17 декабря 1930 года округ был упразднён, а районы были переданы в прямое подчинение республиканским властям.
10 марта 1932 года в составе СССР утвердилась как Западно-Казахстанская область. Некоторое время, а именно с 3 мая 1962 года по июль 1992 года область именовалась Уральской.

## Независимый Казахстан
С 1991 года после обретения Казахстаном независимости, в июле 1992 года парламент Казахстана вернул существовавшее ранее наименование — Западно-Казахстанская область.